# 小沢圭次郎

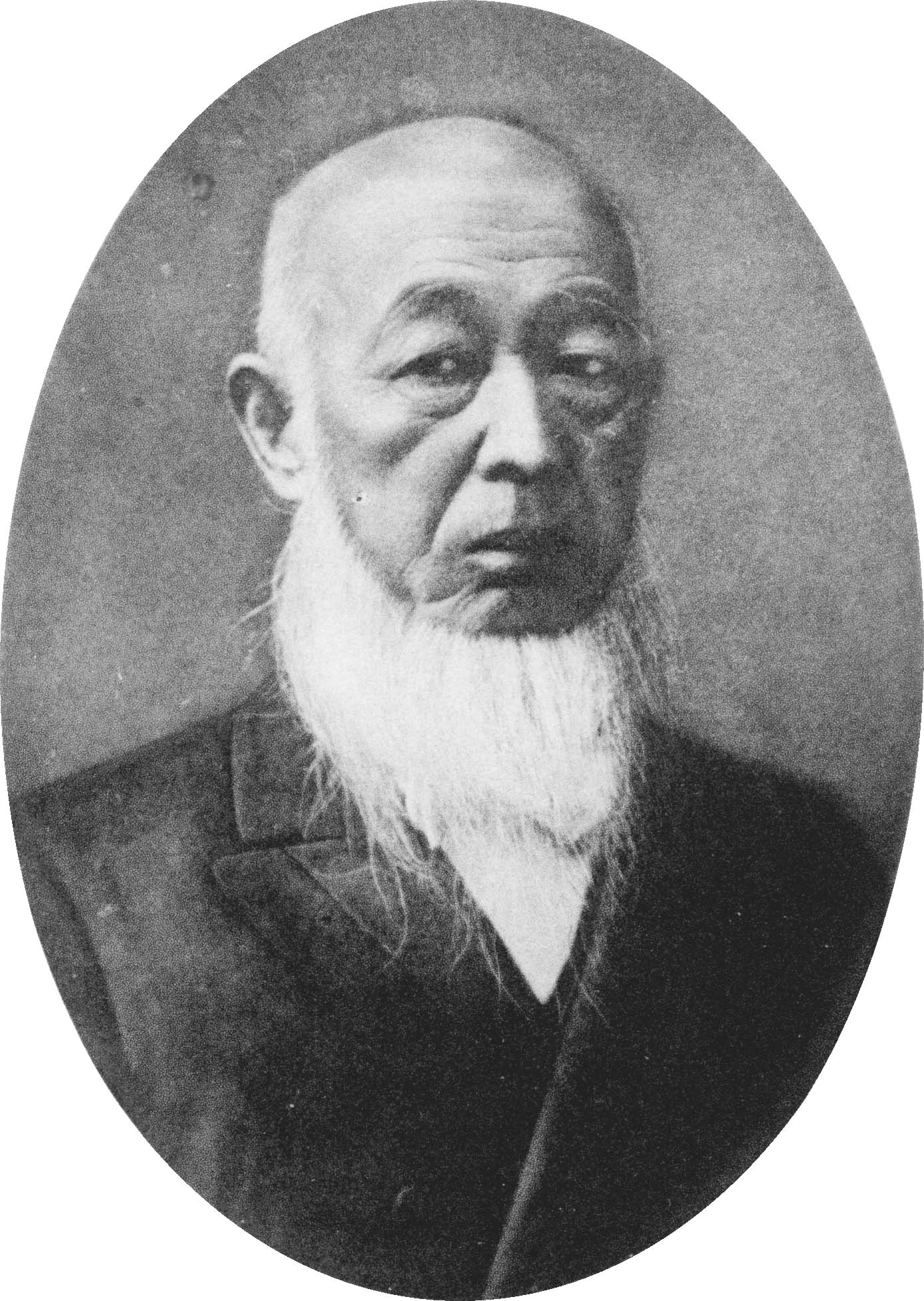
小沢圭次郎

小沢 圭次郎（おざわ けいじろう、天保13年4月2日（1842年5月11日） - 昭和7年（1932年）1月12日）は、日本の造園家、作庭家、教育者、文筆家。近代日本の造園研究の先覚者。元桑名藩士。号は酔園。小沢圭二郎とも。

## 人物
桑名藩医官小沢長安の次男として江戸築地の桑名藩下屋敷で生まれる。
1855年（安政2年）、医師長崎升斎の門下となる。漢学を幕末の儒者芳野金陵に学ぶ。1862年（文久2年）に長崎へ遊学、長崎奉行高橋州作の侍医を務めた後、蘭学者緒方洪庵に師事した。戊辰戦争勃発前夜には桑名へ入ったが、鳥羽・伏見の戦いでの敗戦により桑名藩は降伏・開城、藩士は寺院での謹慎処分を受けた。
1868年（明治元年）、藩より英学修業を命じられる。1870年（明治3年）に上京、翌1871年（明治4年）に海軍兵学校に漢学教員として出仕（翌年迄）。次いで文部省出仕となり字書取調掛を務めた後、1875年（明治8年）からは東京師範学校（東京教育大学、筑波大学の前身）三等教諭及び校長心得・校長補を歴任。続いて1879年（明治12年）から1886年（明治19年）まで東京学士会院書記を務めた。
その後、数十年にわたり日本造園史を講究、晩年まで園林叢書の編纂を目論んだ。1890年（明治23年）から1905年（明治38年）には「園苑源流考」を美術研究誌『国華』に141回連載したが完成に至らず、1912年（明治45年）にその概要を『建築工芸雑誌』に「庭園源流略考」（1-8巻）と題してまとめ、また同年に「後楽園源流略記」及び「大名の庭」を寄稿。1915年（大正4年）、日本園芸研究会『明治園芸史』第十編に「明治庭園記」を寄稿。
1911年（明治44年）、数え70歳にして東京府立園芸学校（現・東京都立園芸高等学校）講師を務めた。膨大な園林叢書の編纂は完成をみず、1932年（昭和7年）、91歳で死去。
刊行計画していた「園林叢書」を編集するために蒐集した造園・園芸関係古典籍は「小沢文庫」として国立国会図書館に買い上げられ、古典籍資料室所管として保管されている。

## 業績
『明治園芸史』に収められた「明治庭園記」は幕末から大正初期にいたる皇室から各地の大名、政治家や豪商、社寺所有の庭園群の沿革や現況が記され、多くの写真、図面が掲載され、また公園の往時の数が詳細に記録され、往時の庭園状況を知ることができるため、きわめて貴重な文献とされている。
小沢は設計を「設景」と著している。
『作庭記』の作者を橘俊綱と考証・示唆したのは小沢で、その他1893年（明治26年）には、謎の人物増円の著書『山水並野形図』を紹介している。
幾多の名士の庭つくりを手がけた他、各地公園の新設改良打や公共苑地計画に残した業績も大きい。代表作は、伊勢神宮内苑及外苑の築造と改修（1888年、改修1915年）、奈良公園の改良案（1893年）、堺市・大浜公園（1906年）、桑名市・九華公園（1928年）、日比谷公園新設計画への参画（小沢の日本式庭園案は実現せず）、麻布・三条公爵邸庭園。庭園代表作には、天王寺公園内日本庭園、別府市・旧別府公園、栗林公園改修、ロンドン郊外における日英同盟記念博覧会日本風林泉の設計（1902年、ハマースミス公園〈英語版〉として現存）等がある。